# Sinagoga Espanyola
La Sinagoga espanyola (en hebreu: בית הכנסת הספרדי‎:, en txec: Španělská synagoga, en alemany: die Spanische Synagoge) és la sinagoga més nova del barri de Josefov tot i que, paradoxalment, va ser construïda on hi havia hagut la sinagoga presumiblement més antiga, l'Escola Vella (també coneguda com Altshul). La sinagoga és d'estil neoàrab. Només un petit parc amb una estàtua moderna del famós escriptor de Praga Franz Kafka (de Jaroslav Róna) separa la sinagoga de l'església de l'Esperit Sant. Avui, la Sinagoga Espanyola és administrada pel Museu Jueu de Praga.

Interior de la Sinagoga

## Història
La Sinagoga Espanyola no és la primera sinagoga que hi ha hagut en el lloc. Abans, probablement hi estava situada la sinagoga més antiga dins del barri jueu de Praga, Altschule. En la segona meitat de segle xix, l'Altschule no tenia prou capacitat. La facció modernista en la comunitat, que la va renovar l'any 1837 amb la intenció de reformar moderadament els serveis, va decidir doncs enderrocar la sinagoga l'any 1867 i un any més tard va ser substituïda per la Sinagoga nova, l'espanyola. El seu nom segurament fa referència a l'estil en què va ser construït, l'estil neoàrab, que era inspirat en l'art del període d'Al-Àndalus (aquest nom no va ser sempre el més usat, al principi els jueus germanoparlants l'anomenaven normalment Geistgasse-Tempel, és a dir, el Temple del Carrer de l'Esperit Sant). Els plans arquitectònics van ser dissenyats per Vojtěch Ignác Ullmann i Josef Niklas (un destacat decorador d'interiors).
L'any 1935, un edifici funcionalista, dissenyat per Karel Pecánek, va ser afegit a la sinagoga. Fins a la Segona Guerra Mundial va servir a la comunitat jueva com a hospital. La sinagoga també utilitzava l'espai del nou edifici; en ell hi havia un vestíbul i un oratori d'hivern. D'ençà de 1935, l'aspecte de la sinagoga va quedar essencialment inalterat.
Durant la Segona Guerra Mundial, les propietats confiscades a les comunitats jueves de txeques van ser emmagatzemades a la sinagoga, per exemple el mobiliari d'altres sinagogues. Deu anys després de la guerra, la sinagoga va ser entregada al Museu Jueu i els anys 1958–1959 el seu interior va ser completament restaurat. En l'any següent s'hi va fer una exposició de teixits de sinagogues. En els anys 1970, l'edifici va estar molt deixat i després de 1982 va quedar tancat. La restauració va començar just després de la revolució de Vellut. Completament restaurat a la seva bellesa original, la sinagoga va ser reoberta amb una cerimònia l'any 1998.

## Aspecte

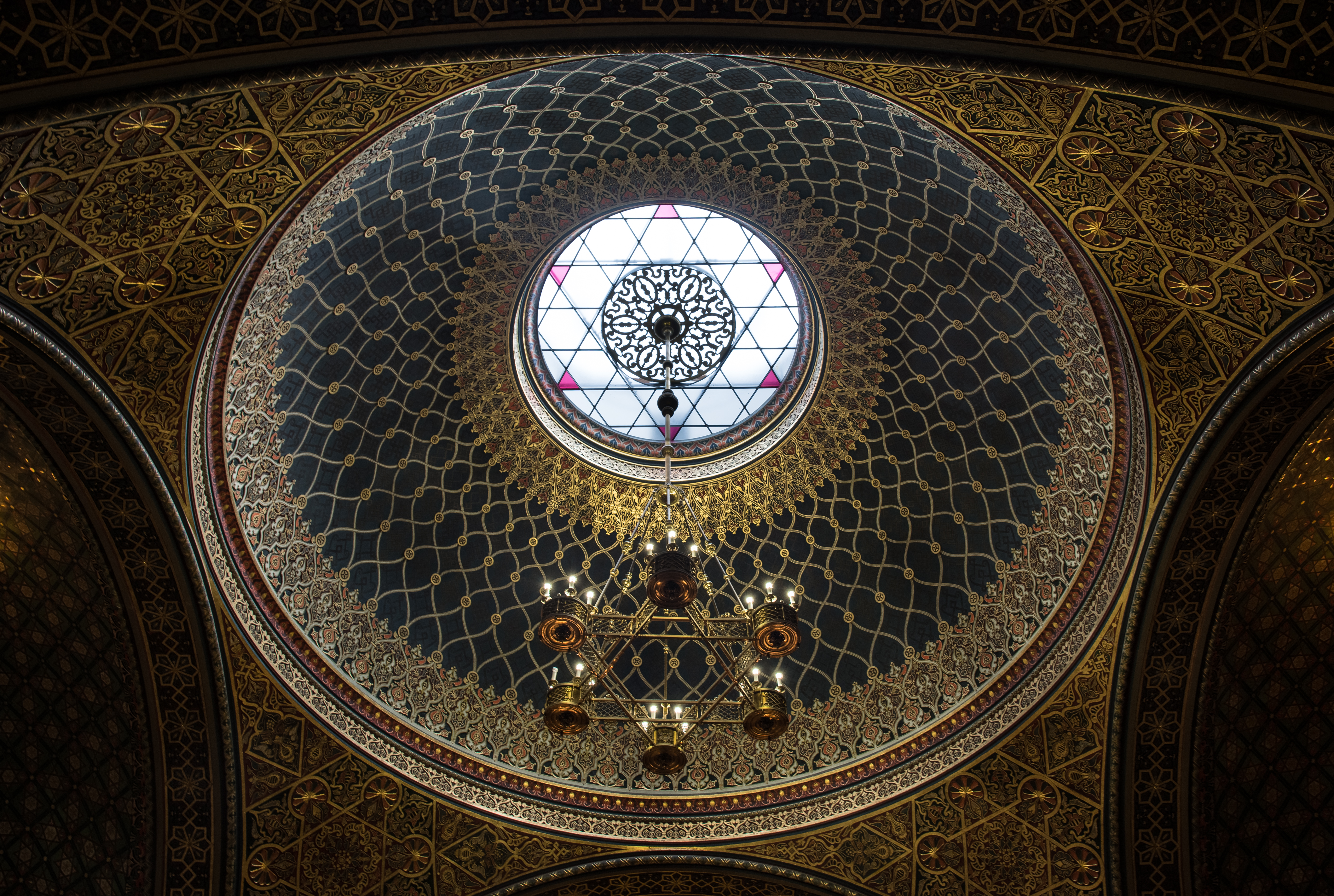
Cúpula sobre la sala principal

La sinagoga té dos pisos d'alçada. La seva planta és quadrada. La sala principal amb una cúpula és envoltada per tres balcons en el pis superior. Al balcó del sud, hi ha un orgue. A la paret oriental hi ha un gran vitrall rodó amb un adornament central de l'estrella de David (l'hexagrama), instal·lat els anys 1882–1883. Sota seu hi ha un monumental aron ha-kodeix. L'element decoratiu més impressionant en la sinagoga és un parquet arabesc daurat i de diferents colors. Els seus dissenyadors, Antonín Baum i Llitřich Münzberger, es van inspirar en l'arquitectura i l'art islàmic. La sinagoga va ser decorada segons el seu disseny dels anys 1882–1893. La sinagoga és de la branca del judaisme reformista – la plataforma de lectura, la bimah, es troba en la paret oriental, no en l'espai central com en sinagogues més antigues. Els bancs (que no són originals, sinó de la sinagoga de Zruč nad Sázavou) es troben en files (com en una església), no al voltant de les parets. L'aron ha-kodeix està dissenyat en l'estil dels mihrabs, i no té cap cortina (o parochet) avui en dia.

## Avui

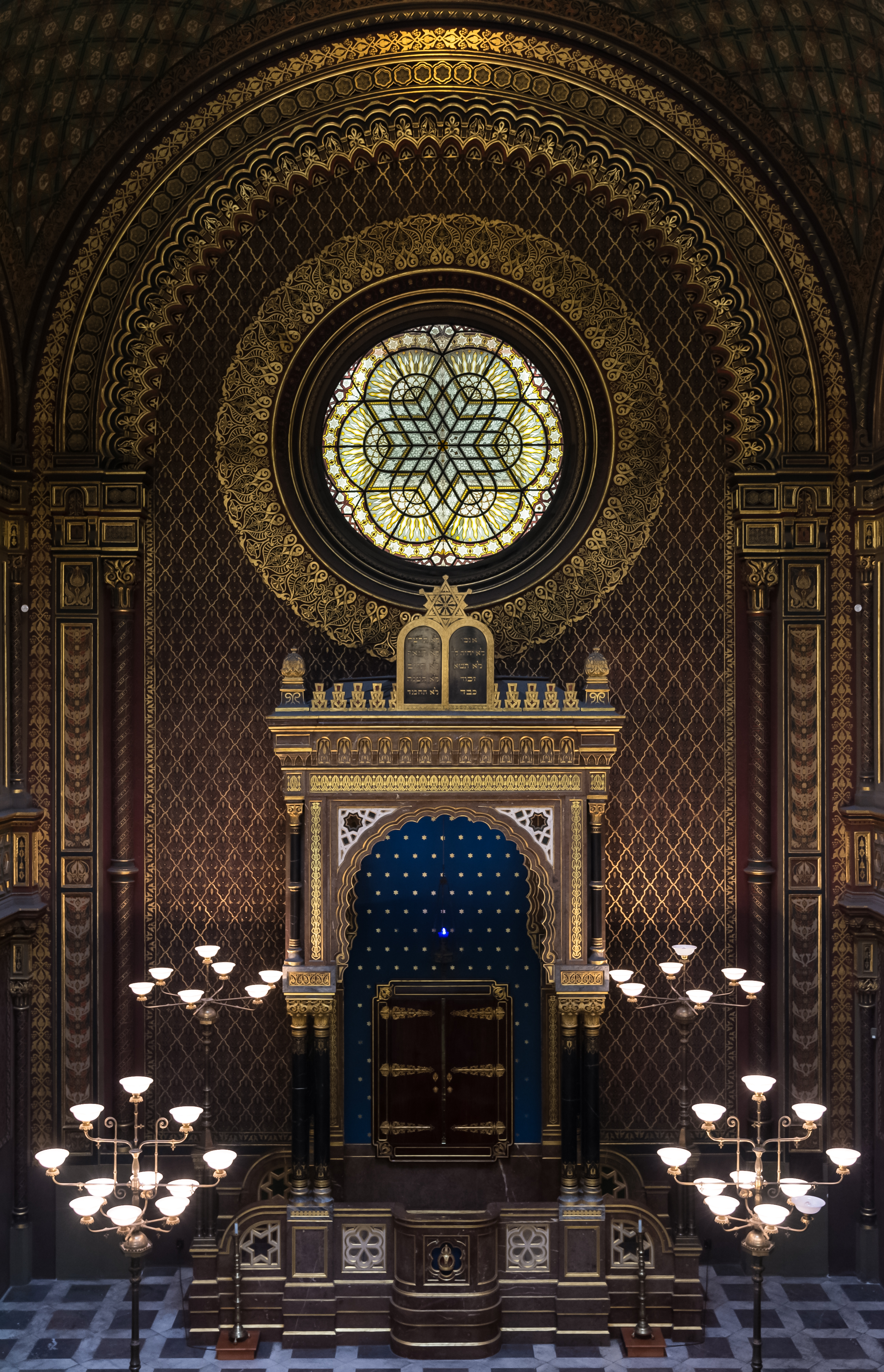
Torah Arca i Bema

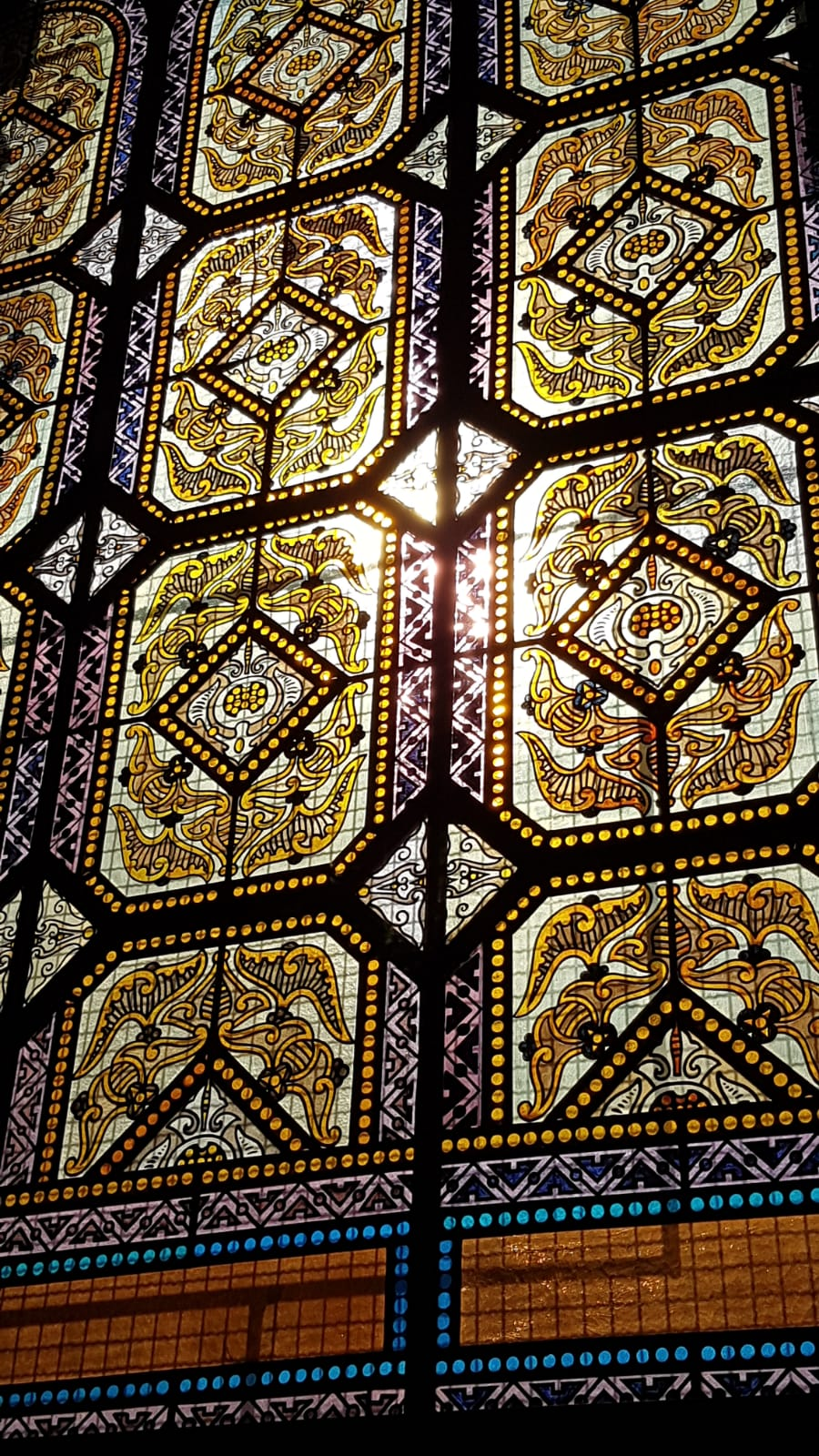
Vitrall de la paret occidental de la Sinagoga Espanyola

Des de l'última restauració l'any 1998, s'hi pot veure una exposició sobre la història moderna dels jueus a la República Txeca. Comença amb les reformes iniciades per l'Emperador Josep II del Sacre Imperi Romanogermànic, que va començar l'emancipació jueva i la inclusió social dels jueus en la societat. Moltes personalitats, qui han contribuït a la seva economia, ciència i cultura, són mencionades en l'exposició. Els esdeveniments traumàtics del segle XX són també commemorats.